# Кључ тајни
Кључ тајни (енгл. The Skeleton Key) амерички је хорор филм из 2005. године. Режију потписује Ијан Софтли, по сценарију Ерена Кругера, док главну улогу тумачи Кејт Хадсон. Прича прати медицинску сестру хоспиција у Њу Орлеансу која почиње да ради у кући на плантажама у округу Тербон, где бива уплетена у натприродну мистерију која влада у кући, њене бивше власнике и худу ритуале и чаролије које су се тамо одиграле.

## Радња
Медицинска сестра Керолајн Елис даје отказ у хоспицију како би постала кућна његоватељица у мочварном градићу у Луизијани. Породични адвокат Лук Маршал понуди јој примамљиву своту новца како би се бринула о парализованом Бену Девероу. Његова супруга Вајолет даје Керолајн кућне кључеве, па знатижељна млада жена након неког времена открива застрашујућу собу у поткровљу у којем су пре много година живели врачеви. Керолајн иначе не верује у магију, али је низ необјашњивих догађаја натера на помисао како је управо Вајолет бацила чини на Бена и тиме га парализовала. Уз Лукову помоћ, Керолајн жели помоћи Бену.

## Улоге
| Глумац         | Улога          |
| -------------- | -------------- |
| Кејт Хадсон    | Керолајн Елис  |
| Џина Роуландс  | Вајолет Деверо |
| Џон Херт       | Бен Деверо     |
| Питер Сарсгорд | Лук Маршал     |
| Џој Брајант    | Џил Дупеј      |
| Роланд Макол   | папа Џастифај  |
| Џерил Прескот  | мама Сесил     |